# Măgura (Bacău)
Măgura is een Roemeense gemeente in het district Bacău.
Măgura telt 4475 inwoners.